# Esther Vera i Garcia
Esther Vera y García (Badalona, 1967) es una periodista y politóloga especializada en relaciones internacionales, directora del diario catalán Ara desde enero del 2016.
Como periodista, empezó trabajando en la radio y posteriormente fue corresponsal en París y en Washington D. C. del diario Avui y colaboró también con ComRàdio y otros medios escritos. Entre 2000 y 2004 estuvo vinculada a TV3 como editora y presentadora del informativo Món 33. Durante estos años fue, también, profesora del máster en periodismo BCNY, de la Universidad de Barcelona y la Universidad de Columbia de Nueva York. El 2004 fue delegada en Cataluña de la cadena de información CNN+, y de los informativos de Cuatro. Entre 2008 y 2011 también colaboró en la edición de Cataluña del diario El País. Desde enero de 2011 fue asesora especial y jefa de Gabinete del consejero de Economía y Conocimiento de la Generalidad de Cataluña, Andreu Mas-Colell. Desde diciembre de 2015 dirige el periódico ARA. 